# Herman Enciclopédia
Herman Enciclopédia foi um programa da RTP, considerado por muitos como o melhor programa de humor da história da televisão portuguesa. Passou originalmente na RTP1 em 1997 e 1998, com autoria e participação de Herman José. O programa passa actualmente em repetição regularmente na RTP Memória. Em 2010, foi também editado em DVD.
O programa foi escrito, em colaboração com Herman José, pelas Produções Fictícias, nomeadamente por Nuno Artur Silva, José de Pina, Miguel Viterbo, Rui Cardoso Martins, João Quadros e Nuno Markl. A estes juntaram-se, mais tarde, outros guionistas, como Filipe Homem Fonseca, Eduardo Madeira, Maria João Cruz ou Henrique Dias. 
Iniciou as suas emissões a 15 de Abril de 1997 e teve direito a duas temporadas.
Trata-se de um programa de sketchs, todos eles relacionados com o tema central do programa em causa. No início, o Herman fazia uma série de introdução ao tema, culminando com uma série de piadas, de acordo com os acontecimentos da semana que passou.
Alguns dos sketchs eram precedidos de um "indicativo" alusivo ao nome do programa, fazendo-o lembrar uma entrada de uma enciclopédia multimédia, visto que na altura estava muito na moda as enciclopédias em CD-ROM (Encarta, Verbo, Universal e a Diciopédia).
O sketchs eram formados pelos actores residentes, tais como José Pedro Gomes, Maria Rueff, Joaquim Monchique, Miguel Guilherme, Lídia Franco, Cristina Cavalinhos, Vítor de Sousa e António Feio. Também contou com a participação de várias personalidades, como por exemplo a apresentadora Carla Caldeira e a fadista Alice Pires, e aparições pontuais dos actores Paulo Matos, Manuel Cavaco, Margarida Marinho e Luís Esparteiro.
Usou várias personagens já criadas pelo Herman em outros programas da RTP, o Nelito (o destruidor), Lauro Dérmio (o famoso crítico de cinema), adicionando outras tantas: o conservador e muito católico Diácono Remédios, que está constantemente a interromper os sketches quando acha que estes ultrapassam o nível de moralidade aceitável; a sexóloga liberal Rute Remédios, mãe de Diácono, e o seu total oposto; o quarteto do "Nuorte" (empresários da EXPO97, do Tripanário e do Pinto Rei); o espaço MELGASHOP (Melga e Mike); a Super Tia e a Tia Maravilha, alter-egos da Tia Batata e de Robinha, figuras da alta burguesia de Cascais; o baladeiro comunista Epifânio.

## Receção
Várias expressões utilizadas no programa ficaram celebrizadas e eram usadas frequentemente até se terem tornado parte da linguagem do dia-a-dia.
Clara Ferreira Alves considerou que o programa foi "A obra mais iconoclasta, a mais escandalosa, às vezes quase pornográfica" em termos de humor em Portugal. Também o programa da apresentadora — Falatório — foi satirizado em Herman Enciclopédia, como o nome «Interrogatório», em que Clara Peneira Alves transforma uma entrevista a um escritor italiano num humilhante interrogatório policial.